# فالج بن عابر
فالخ أو فالج، أو بالغ، أو فالغ شخصية ذكرت في الكتاب المقدس العبري كأحد ابني عابر، وهو جد للإسماعيليين وبنو إسرائيل بحسب "جدول الأمم" في سفر التكوين وسفر أخبار الأيام الأول.
هناك اعتقاد في الإسلام أن عابر هو نفسه النبي هود، وعليه يكون فالج هو واحد من أبناء للنبي هود ونسبه هو فالج بن هود بن شالخ بن أرفخشذ بن سام بن النبي نوح.

## نسب فالغ
انقسم نسب فالغ إلى ثلاث أقوال:
القول الأول هو فالغ بن هود بن عابر بن شالخ بن ارفخشذ بن سام بن نوح. وقول حكاه ابن عباس وابن عساكر.
القول الثاني هو فالغ بن عابر بن شالخ بن أرفخشذ بن سام بن نوح. قول حكاه ابن حزم.
القول الثالث هو فالغ بن هود بن شالخ بن ادأرفخشذ بن سام بن نوح. قول حكاه العصامي.
فالج ومعناه القاسم، وسمي بذلك لأن الأرض قسمت في عهده.
وهو أبو رعو، وولد لرعو ساروغ، وولد لساروغ ناحور، وولد لناحور تارح وتارح هو أبو إبراهيم. وهو أبو العرب العدنانية والقحطانية

## ذرية فالغ
أبو العرب العدنانية.
أبو العرب القحطانية
وقيل إن من نسله النبي الخضر بن ملكان بن فالغ